# Ofterschwang
Ofterschwang é um município da Alemanha, situado no distrito de Oberallgäu, no estado da Baviera. Tem 19,54 km² de área, e sua população em 2019 foi estimada em 2.068 habitantes.